# 巴耶西约龙属
巴耶西约龙（学名：Vallecillosaurus）是沧龙超科已灭绝的一个属，生存于晚白垩世的墨西哥新莱昂州。它是种相对较小的爬行动物，身长不超过1米（3.3英尺）。